# 볼보건설기계
볼보건설기계(영어: Volvo Construction Equipment)는 스웨덴를 본거지로 하는 볼보 그룹의 건설 기계를 제조하는 부문으로 1832년에 설립되었다.

## 제품
- 험지용 굴절식 트럭
  - A25D
  - A25D 4x4
  - A30D
  - A35D
  - A40D
- 휠로더
  - L60H
  - L70H
  - L90H
  - L110H
  - L120H
  - L150H
  - L150H
  - L180H 하이 리프트
  - L220H
  - L220H
  - L250H
  - L250H
- 소형굴삭기
  - EC60C
  - ECR38
  - ECR58D
  - ECR88D
  - EW60C
- 휠굴삭기
  - EW145B 프라임
  - EW205D
- 크롤러 굴삭기
  - ECR235E
  - ECR145E
  - EC750E
  - EC380E, EC480E
  - EC220E, EC300E
  - EC140E
- 피니셔
  - ABG 트랙
  - ABG 스크리드